# Kanton Riscle
Kanton Riscle (fr. Canton de Riscle) je francouzský kanton v departementu Gers v regionu Midi-Pyrénées. Skládá se z 21 obcí.

## Obce kantonu
- Arblade-le-Bas
- Aurensan
- Barcelonne-du-Gers
- Bernède
- Caumont
- Corneillan
- Gée-Rivière
- Labarthète
- Lannux
- Lelin-Lapujolle
- Maulichères
- Maumusson-Laguian
- Projan
- Riscle
- Saint-Germé
- Saint-Mont
- Ségos
- Tarsac
- Vergoignan
- Verlus
- Viella